# Gwiazdy tańczą na lodzie
Gwiazdy tańczą na lodzie – polski program rozrywkowy emitowany od 28 września 2007 do 12 grudnia 2008 na antenie TVP2, oparty na holenderskim formacie Stars Dance on Ice (Sterren Dansen op het IJs).
W grudniu 2008 TVP poinformowała, że nie zrealizuje czwartej edycji programu.

## Zasady programu
W programie uczestniczyły pary złożone z osobowości medialnej oraz zawodowego łyżwiarza figurowego, które w każdym odcinku prezentowały choreografię w różnych stylach tanecznych. Występy oceniała półprofesjonalna komisja jurorska, w skali ocen od 1 do 10. O wynikach decydowali także telewidzowie poprzez głosowanie telefonicznie oraz SMS-owe. Dwie pary z najmniejszą liczbą punktów trafiały do tzw. strefy zagrożenia, a widzowie mogli ponownie oddawać głosy, tym razem na jeden z dwóch zagrożonych duetów. Para z mniejszym poparciem odpadała z programu.
Program był urozmaicany występami formacji łyżwiarskiej White Stars.

## Produkcja
TVP zdecydowała się na realizację formatu Stars Dance on Ice ze względu na popularność programu Taniec z gwiazdami emitowanego w TVN. Producentem programu była firma Rochstar.
Program emitowany był w trzech częściach, które były przedzielane blokami reklamowymi. Krajowa Rada Radiofonii i Telewizji zwróciła uwagę, że TVP obeszła tym zabiegiem zapis Ustawy o radiofonii i telewizji zakazujący przerywania programów reklamami w telewizji publicznej. Produkcja tłumaczyła decyzję koniecznością profesjonalnego oczyszczenia i wyrównania tafli lodowej. W trakcie trzeciej edycji programu Sąd Okręgowy w Warszawie zakazał TVP emisji reklam w przerwie programu, jednak stacja odwołała się od wyroku i kontynuowała emisję bloków reklamowych.

## Ekipa
| Prowadzący          | 1 | 2 | 3 |
| ------------------- | - | - | - |
| Maciej Kurzajewski  | ● | ● | ● |
| Tatiana Okupnik     | ● | ● |   |
| Justyna Steczkowska |   |   | ● |

| Juror                   | 1 | 2 | 3 |
| ----------------------- | - | - | - |
| Włodzimierz Szaranowicz | ● | ● | ● |
| Doda                    | ● | ● | ● |
| Renata Aleksander       |   |   | ● |
| Tomasz Jacyków          |   |   | ● |
| Igor Kryszyłowicz       | ● | ● |   |
| Maria Zuchowicz         | ● | ● |   |

| Choreograf                | 1 | 2 | 3 |
| ------------------------- | - | - | - |
| Susan Austin              |   | ● |   |
| František Blaťák          | ● | ● |   |
| Sławomir Borowiecki       |   |   | ● |
| Sherri Kennedy-Borowiecka | ● | ● | ● |
| Sebastian Kolasiński      | ● | ● |   |

| Trener                   | 1 | 2 | 3 |
| ------------------------ | - | - | - |
| Renata Aleksander        | ● | ● |   |
| Barbara Czakon           | ● | ● | ● |
| Montserrat Gras Graupera |   |   | ● |
| Aleksandra Kauc          |   |   | ● |

## Uczestnicy

### Pierwsza edycja
Emisja pierwszej edycji programu, liczącej 11 odcinków, rozpoczęła się 28 września 2007. Program zapowiadany był kampanią reklamową pod hasłem: „Bo sam taniec to za mało”, co było nawiązaniem do programów tanecznych emitowanych w TVN: Taniec z gwiazdami i You Can Dance – Po prostu tańcz. Pierwszy odcinek programu stanowił formę prologu, a o dalszy udział w programie rywalizowały cztery pary, a jedna z nich dołączyła do reszty stawki. Finał sezonu rozegrano 7 grudnia 2007. Program prowadzili Maciej Kurzajewski i Tatiana Okupnik, a w jury zasiedli: Włodzimierz Szaranowicz, Doda, Igor Kryszyłowicz i Maria Zuchowicz.
| Miejsce | Gwiazda            | Łyżwiarz                 |
| ------- | ------------------ | ------------------------ |
| 1.      | Olga Borys         | Sławomir Borowiecki      |
| 2.      | Rafał Mroczek      | Aneta Kowalska           |
| 3.      | Katarzyna Glinka   | Łukasz Dzióbek           |
| 4.      | Anna Popek         | Filip Bernadowski        |
| 5.      | Przemysław Saleta  | Agata Rosłońska          |
| 6.      | Piotr Zelt         | Agnieszka Dulej-Urbańska |
| 7.      | Przemysław Babiarz | Michaela Krutská         |
| 8.      | Maria Sadowska     | Roger Lubicz-Sawicki     |
| 9.      | Zygmunt Chajzer    | Aleksandra Kauc          |
| 10.     | Ewa Sonnet         | Łukasz Jóźwiak           |
| 11.     | Jarosław Kret      | Sherri Kennedy           |
| 12.     | Beata Sadowska     | Sławomir Janicki         |
| 13.     | Christina Bien     | Maciej Lewandowski       |
| 14.     | Ewelina Serafin    | Michał Więcek            |

#### Świąteczna rewia na lodzie
Specjalny odcinek programu został wyemitowany 14 grudnia 2007. Wystąpiły w nim prawie wszystkie pary biorące udział w pierwszej edycji programu, które tańczyły do znanych, świątecznych przebojów. Program poprowadził Maciej Kurzajewski, ponadto w odcinku zaśpiewały Tatiana Okupnik i Doda. Program obejrzało ponad 3,1 mln telewidzów. Emisję powtórkową z 23 grudnia 2007 obejrzało ponad 2 mln widzów.

### Druga edycja
W grudniu 2007 TVP zapowiedziała realizację drugiej edycji programu. Z początkiem marca 2008 rozpoczęła się jej kampania promocyjna w telewizji, prasie, internecie i billboardach, która była przeprowadzana pod hasłem „Zobacz, jak płonie lód”. Emisja edycji rozpoczęła się 7 marca 2008. Finał sezonu rozegrano 23 maja 2008. Program ponownie prowadzili Maciej Kurzajewski i Tatiana Okupnik, a jurorami znowu byli: Włodzimierz Szaranowicz, Doda, Igor Kryszyłowicz i Maria Zuchowicz.
| Miejsce | Gwiazda               | Łyżwiarz                 |
| ------- | --------------------- | ------------------------ |
| 1.      | Aleksandra Szwed      | Sławomir Borowiecki      |
| 2.      | Marcin Krawczyk       | Magdalena Komorowska     |
| 3.      | Aneta Florczyk        | Maciej Lewandowski       |
| 4.      | Robert Moskwa         | Sherri Kennedy           |
| 5.      | Weronika Książkiewicz | Łukasz Jóźwiak           |
| 6.      | Karolina Nowakowska   | Filip Bernadowski        |
| 7.      | Tomasz Iwan           | Agata Rosłońska          |
| 8.      | Małgorzata Pieczyńska | Radek Dostál             |
| 9.      | Robert Rozmus         | Agnieszka Dulej-Urbańska |
| 10.     | Katarzyna Pietras     | Łukasz Dzióbek           |
| 11.     | Marek Kościkiewicz    | Aleksandra Kauc          |
| 12.     | Marcin Rój            | Jelena Sokołowa          |

### Trzecia edycja
Ze względu na spadek oglądalności drugiej edycji programu względem pierwszej TVP długo rozważała realizację kolejnej serii. Pod koniec lipca 2008 ostatecznie potwierdzono prace nad trzecim sezonem programu. Emisja trzeciej edycji programu rozpoczęła się 3 października 2008, finał rozegrano 12 grudnia 2008. Zmianie częściowo uległa komisja jurorska: Tomasz Jacyków zajął miejsce Igora Kryszyłowicza, a Marii Zuchowicz – Renata Aleksander, z kolei nową współprowadzącą została Justyna Steczkowska. Kulisy programu prowadził Piotr Kędzierski.
| Miejsce | Gwiazda              | Łyżwiarz                 |
| ------- | -------------------- | ------------------------ |
| 1.      | Samuel Palmer        | Agnieszka Dulej-Urbańska |
| 2.      | Agnieszka Włodarczyk | Łukasz Jóźwiak           |
| 3.      | Katarzyna Zielińska  | Filip Bernadowski        |
| 4.      | Beata Ścibakówna     | Radek Dostál             |
| 5.      | Michał Milowicz      | Michaela Krutská         |
| 6.      | Rafał Cieszyński     | Jelena Sokołowa          |
| 7.      | Gosia Andrzejewicz   | Nicholas Keagen          |
| 8.      | Paweł Konnak         | Agata Rosłońska          |
| 9.      | Katarzyna Burzyńska  | Roger Lubicz-Sawicki     |
| 10.     | Conrado Moreno       | Magdalena Komorowska     |
| 11.     | Jolanta Rutowicz     | Łukasz Dzióbek           |
| 12.     | Karolina Malinowska  | Jan Luggenhölscher       |

## Odbiór
Program oglądały głównie kobiety powyżej 60 roku życia, mieszkające na wsi i małych miastach oraz posiadające podstawowe lub średnie wykształcenie.
Pierwsza edycja programu przyniosła TVP ponad 20 mln zł zysków z reklam, druga – 12,7 mln zł, a trzecia – 18,2 mln zł.
W 2009 program nominowany był do Telekamery w kategorii „Program rozrywkowy”, a jurorka Doda – w kategorii „Osobowość roku”.
Medioznawcy krytycznie oceniali trzecią edycję programu ze względu na liczne skandale, niski poziom merytoryczny i wydawanie pieniędzy publicznych na programy rozrywkowe zamiast na działalność misyjną.

## Kontrowersje
Szeroko komentowane były wypowiedzi Dody, której oceny ksiądz Isakowicz-Zaleski opisał jako „głupie” i „niemądre”, a Komisja Etyki TVP oceniła zachowanie jurorki jako „wulgarne” i „obsceniczne”.
Przebieg trzeciej edycji programu budził kontrowersje ze względu na ostre wymiany zdań między bohaterami programu: uczestniczkami Gosią Andrzejewicz i Jolą Rutowicz a jurorem Tomaszem Jacykowem oraz jurorką Dodą a prowadzącą Justyną Steczkowską. Ówczesny Rzecznik Praw Obywatelskich Janusz Kochanowski zapowiedział złożenie skargi do KRRiT ze względu na wulgaryzację języka polskiego w wypowiedziach bohaterów programu, zwrócił się także z wyjaśnieniami do prezesa Telewizji Polskiej Andrzeja Urbańskiego, który listownie przeprosił rzecznika za sytuację. Kłótnie Dody i Steczkowskiej zostały uhonorowane nagrodą Świr roku w kategorii „Wydarzenie roku”.

## Średnia oglądalność
Poniższa tabela uwzględnia średnią liczbę osób oglądających dany odcinek według AGB Nielsen Media Research.
| Odcinek             | I edycja                         | II edycja                    | III edycja                       |
| ------------------- | -------------------------------- | ---------------------------- | -------------------------------- |
| 1                   | 4 603 527 (28 września 2007)     | 3 242 681 (7 marca 2008)     | 3 400 320 (3 października 2008)  |
| 2                   | 3 899 980 (5 października 2007)  | 3 087 680 (14 marca 2008)    | 2 997 301 (10 października 2008) |
| 3                   | 3 898 853 (12 października 2007) | 3 279 666 (28 marca 2008)    | 3 160 835 (17 października 2008) |
| 4                   | 3 966 428 (19 października 2007) | 3 134 602 (4 kwietnia 2008)  | 3 139 464 (24 października 2008) |
| 5                   | 4 203 607 (26 października 2007) | 2 799 388 (11 kwietnia 2008) | 2 675 763 (31 października 2008) |
| 6                   | 4 325 257 (2 listopada 2007)     | 2 708 271 (18 kwietnia 2008) | 2 899 398 (7 listopada 2008)     |
| 7                   | 4 471 717 (9 listopada 2007)     | 2 821 674 (25 kwietnia 2008) | 2 970 868 (14 listopada 2008)    |
| 8                   | 4 344 307 (16 listopada 2007)    | 2 703 373 (2 maja 2008)      | 3 136 775 (21 listopada 2008)    |
| 9                   | 5 227 499 (23 listopada 2007)    | 2 911 178 (9 maja 2008)      | 3 114 581 (28 listopada 2008)    |
| 10                  | 5 114 370 (30 listopada 2007)    | 2 923 939 (16 maja 2008)     | 2 954 381 (5 grudnia 2008)       |
| 11                  | 5 334 995 (7 grudnia 2007)       | 3 445 849 (23 maja 2008)     | 2 962 271 (12 grudnia 2008)      |
| Średnia oglądalność | 4 477 750                        | 3 016 416                    | 3 040 536                        |